# Thomas Shannon
Thomas Alfred Shannon Jr. (Minneapolis, 1958) es un diplomático estadounidense que se desempeñó de forma interina como Secretario de Estado de los Estados Unidos, entre el 20 de enero y el 1 de febrero de 2017, en espera de la aprobación del Senado del nominado del presidente Donald Trump, Rex Tillerson. También fue Subsecretario de Estado para Asuntos Políticos en el Departamento de Estado de los Estados Unidos desde el 12 de febrero de 2016 hasta el 4 de junio de 2018.

## Biografía

### Primeros años y educación
Se graduó del College of William & Mary con un grado en gobierno y política en 1980. Realizó una maestría en política en 1982 y un doctorado en política en 1983 en la Universidad de Oxford.

### Carrera
Posteriormente se unió al Servicio Exterior de los Estados Unidos como Oficial de Servicio Exterior. Fue oficial consular y político en la Embajada de los Estados Unidos en la Ciudad de Guatemala, Guatemala de 1984 a 1986; oficial en Camerún, Gabón y Santo Tomé y Príncipe de 1987 a 1989; y Asistente Especial del Embajador en la Embajada de los Estados Unidos en Brasilia, Brasil de 1989 a 1992.
Fue Agregado Regional de Trabajo en el Consulado General de los Estados Unidos en Johannesburgo, Sudáfrica, de 1992 a 1996; Consejero Político en la Embajada de los Estados Unidos en Caracas, Venezuela, de 1996 a 1999; y Director de Asuntos Interamericanos en el Consejo Nacional de Seguridad (NSC) de 1999 a 2000.
Fue nombrado Representante Permanente Adjunto de los Estados Unidos ante la Organización de Estados Americanos de 2000 a 2001, sirviendo bajo Luis J. Lauredo. De 2001 a 2002, fue director de Asuntos Andinos en la Oficina de Asuntos del Hemisferio Occidental del Departamento de Estado. Fue Subsecretario Adjunto de Asuntos del Hemisferio Occidental de 2002 a 2003.
Se desempeñó como Asistente Especial del Presidente y Director Principal para Asuntos del Hemisferio Occidental en el NSC de 2003 a 2005. En octubre de 2005, se convirtió en Subsecretario de Estado para Asuntos del Hemisferio Occidental y desempeñó ese papel hasta noviembre de 2009, cuando fue reemplazado por Arturo Valenzuela. Fue nombrado Embajador de los Estados Unidos en Brasil en febrero de 2010 y sirvió allí hasta septiembre de 2013. Durante un período comprendido entre julio de 2011 y septiembre de 2011, fue simultáneamente Subsecretario de Estado para Asuntos Políticos del Departamento de Estado. En 2012, el Senado otorgó a Shannon el rango de Embajador de Carrera del Servicio Exterior estadounidense.
En diciembre de 2013, fue nombrado Consejero del Departamento de Estado de los Estados Unidos, siendo el segundo Oficial de Servicio Exterior designado para ese cargo. Permaneció allí hasta el 12 de febrero de 2016, cuando fue nombrado Subsecretario de Estado para Asuntos Políticos durante el último año de la presidencia de Barack Obama.

### Secretario de Estado interino
Se convirtió en el Secretario de Estado de los Estados Unidos el 20 de enero de 2017, después de la inauguración del 45° Presidente Donald Trump. Permanecerá en ese cargo hasta que el Comité de Relaciones Exteriores del Senado vote a favor de confirmar al candidato de Trump, Rex Tillerson, como Secretario de Estado.
Durante su desempeño como Secretario de Estado, presidió una purga de los escalones superiores del Departamento de Estado, dejando como saldo despidos o renuncias forzadas de más de una docena de diplomáticos de carrera, causando que una mayoría de puestos de alto rango en el Departamento quedasen vacantes. En uno de los casos más notables, Thomas Countryman, subsecretario interino de Control de Armas y Seguridad Internacional, se dirigía a Roma para una reunión internacional sobre armas nucleares cuando descubrió que había sido retirado sumariamente de su cargo, viéndose forzado a regresar a Estados Unidos sin salir del aeropuerto de la capital italiana.
Otro problema importante con el que Shannon tuvo que lidiar fue la oposición a la Orden Ejecutiva 13769 del Presidente Trump, que provocó, entre otras cosas, una nota de protesta firmada por más de 900 diplomáticos y otros empleados del Departamento de Estado.